# Calochortus dunnii
Calochortus dunnii är en liljeväxtart som beskrevs av Carlton Elmer Purdy. Calochortus dunnii ingår i släktet Calochortus och familjen liljeväxter. Inga underarter finns listade.

## Bildgalleri

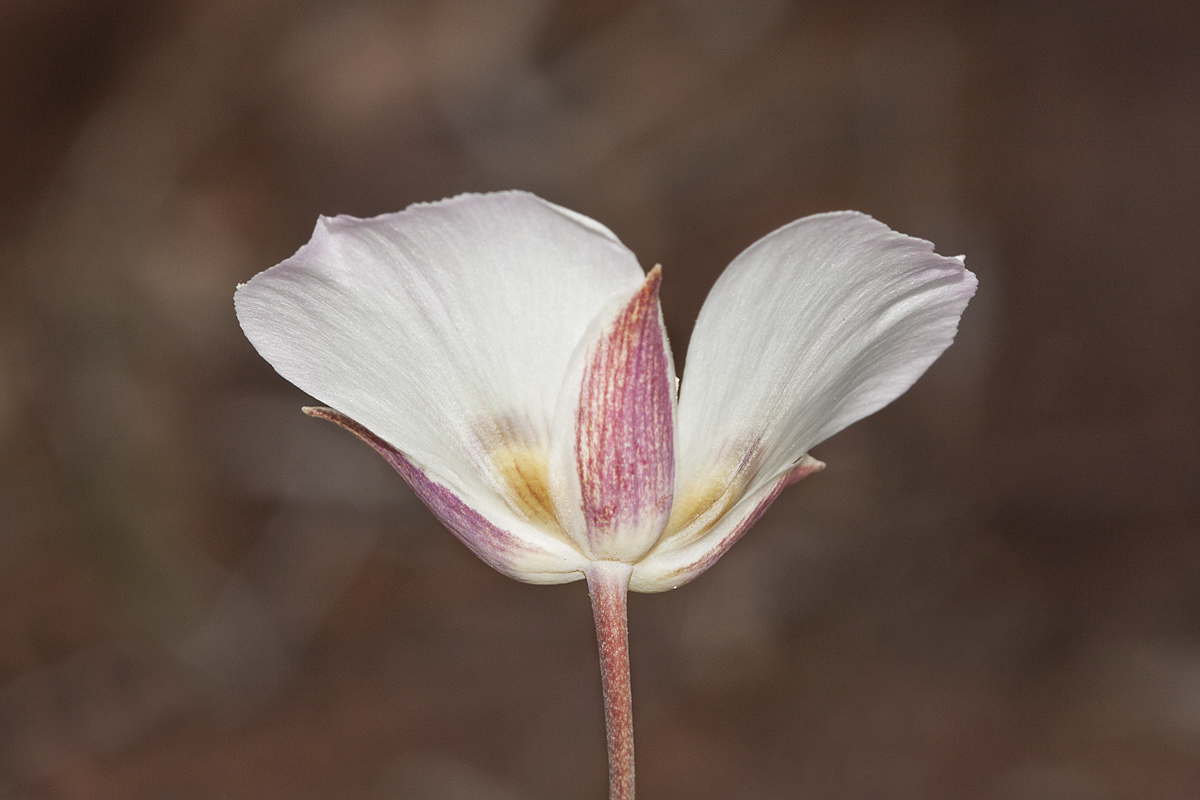
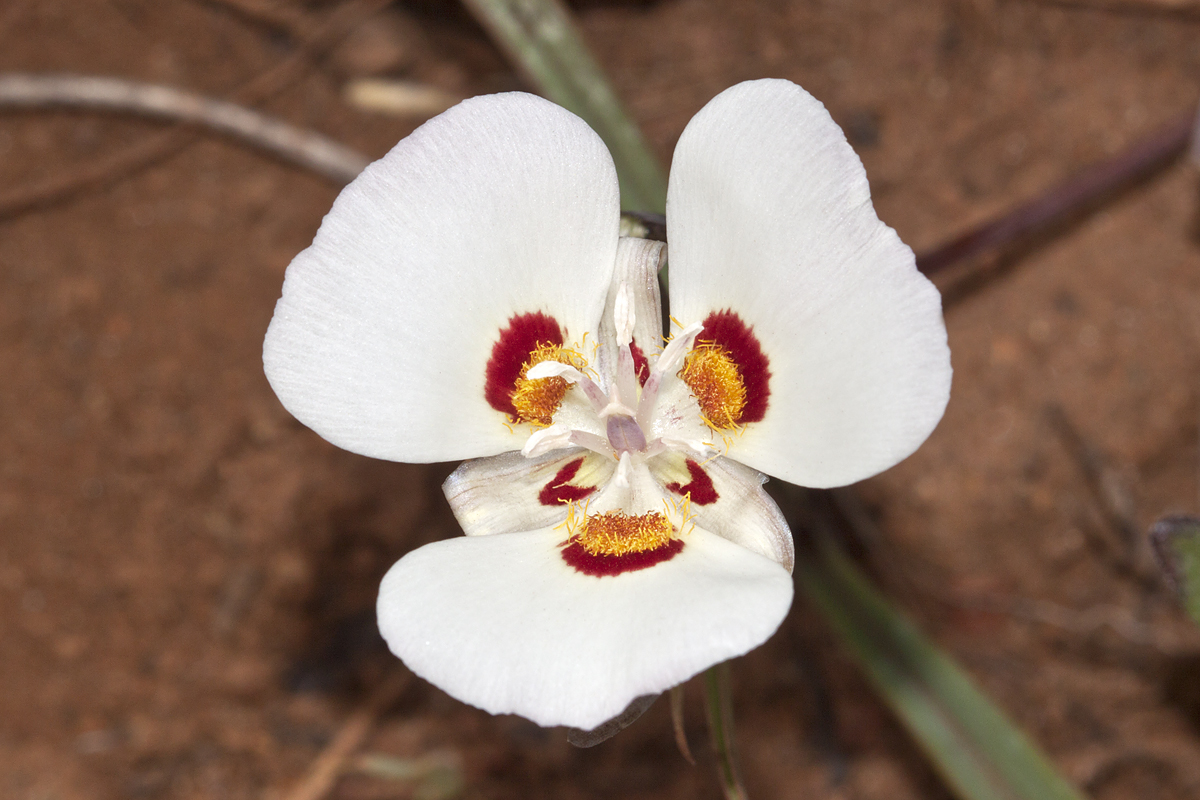
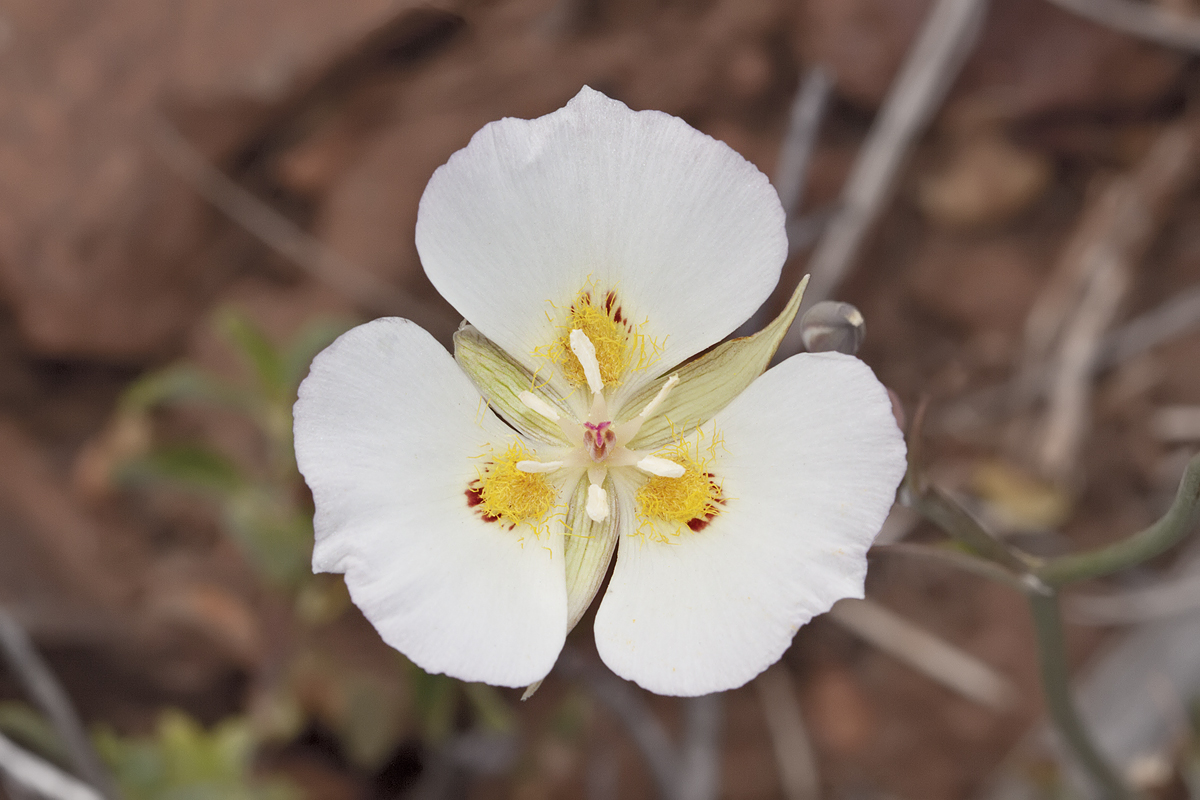